# Пієрс (округ, Північна Дакота)
Шаблон:StateAbbr_ 48°15′ пн. ш. 99°59′ зх. д. / 48.25° пн. ш. 99.98° зх. д.
Округ Пієрс (англ. Pierce County) — округ (графство) у штаті Північна Дакота, США. Ідентифікатор округу 38069.

## Історія
Округ утворений 1887 року.

## Демографія
За даними перепису 
2000 року 
загальне населення округу становило 4675 осіб, зокрема міського населення було 2892, а сільського — 1783.
Серед мешканців округу чоловіків було 2297, а жінок — 2378. В окрузі було 1964 домогосподарства, 1277 родин, які мешкали в 2269 будинках.
Середній розмір родини становив 2,94.
Віковий розподіл населення поданий у таблиці:
| Стать    | До 15 років | 15-21 | 22-29 | 30-39 | 40-49 | 50-65 | 65-85 | Понад 85 |
| -------- | ----------- | ----- | ----- | ----- | ----- | ----- | ----- | -------- |
| Чоловіки | 450         | 218   | 152   | 316   | 345   | 353   | 403   | 60       |
| Жінки    | 413         | 196   | 128   | 275   | 335   | 367   | 509   | 155      |

## Суміжні округи
- Ролетт — північ
- Таунер — північний схід
- Бенсон — схід
- Веллс — південний схід
- Шерідан — південний захід
- Макгенрі — захід
- Боттіно — північний захід

## Виноски
1. ↑  US Decennial Census. US Census Bureau. Процитовано 1 лютого 2015.
2. ↑  Historical Census Browser. University of Virginia Library. Архів оригіналу за 26 грудня 2013. Процитовано 1 лютого 2015.
3. ↑  Forstall, Richard L., ред. (20 квітня 1995). Population of Counties by Decennial Census: 1900 to 1990. US Census Bureau. Процитовано 1 лютого 2015.
4. ↑  Census 2000 PHC-T-4. Ranking Tables for Counties: 1990 and 2000 (PDF). US Census Bureau. 2 квітня 2001. Процитовано 1 лютого 2015.
5. ↑  State & County QuickFacts. Бюро перепису населення США. Архів оригіналу за 28 липня 2011. Процитовано 1 листопада 2013.(англ.) Наведено за англійською вікіпедією.
6. ↑  American FactFinder. Бюро перепису населення США. Архів оригіналу за 26 лютого 2012. Процитовано 31 січня 2008.

| США | Це незавершена стаття з географії США. Ви можете допомогти проєкту, виправивши або дописавши її. |